# Amblycera
Amblycera, deutsch auch als Haftfußmallophagen bezeichnet, ist eine Unterordnung der Haar- bzw. Federlinge, deren Vertreter bei Säugetieren und Vögeln parasitieren. Sie ernähren sich vom Blut ihres Wirts.
Der Körper ist vertikal abgeplattet, der Kopf meist breiter als das erstes Brustsegment. Im Gegensatz zu ihrer Schwesterunterordnung Ischnocera liegen die aus vier Gliedern bestehenden Antennen in einer Rinne seitlich am Kopf und sind daher von außen kaum zu sehen. Zudem besitzen sie Maxillarpalpen mit zwei bis vier Gliedern. Die Amblycera besitzen beißende Mandibeln, mit denen sie Blutgefäße der Haut ihres Wirtes eröffnen können. Am Tarsus haben die bei Säugetieren auftretenden Amblycera-Arten (Haarlinge) eine Kralle, die bei Vögeln auftretenden Federlinge zwei.
Zur Unterordnung gehören folgende Familien:
- Echinoponidae Mey, 2019
- Gliricolidae Ewing, 1924
- Gyropidae Kellogg, 1896
- Ancistronidae Harrison, 1915
- Boopiidae Mjoberg, 1910
- Colpocephalidae Eichler, 1937
- Menoponidae Mjoberg, 1910
- Pseudomenoponidae Mjoberg, 1910
- Somaphantidae Eichler, 1941
- Trinotonidae Eichler, 1941
- Laemobothriidae Mjoberg, 1910
- Ricinidae Neumann, 1890
- Trimenoponidae von Kéler, 1971